# Hungersnöte in China
Hungersnöte in China waren auf Grund der klimatischen Bedingungen seit Jahrtausenden eine periodische Erscheinung in der Geschichte des Landes. Sie wurden durch Dürren und Überschwemmungen verursacht. Der Kampf der Chinesen gegen diese Naturkatastrophen nimmt in der Geschichte Chinas einen großen Raum ein. Es war eine wesentliche Aufgabe des Kaisers, mit den Möglichkeiten der Zentralgewalt lokal auftretende Hungersnöte abzumildern. Diese Aufgabe nahm einen beträchtlichen Teil der Kapazitäten der chinesischen Regierung in Anspruch. Gestützt auf inneren Frieden und ertragreiche Landwirtschaft verdoppelte sich jedoch die Bevölkerungszahl vom Jahr 1760 bis 1860 von 200 Mio. auf 400 Mio. Menschen. Bei den knappen Anbauflächen für Getreide gelang es der Landwirtschaft ab Beginn des 19. Jahrhunderts immer weniger, die immer weiter wachsende Bevölkerung zu ernähren. China wurde zum „Land der Hungersnöte“ und die Zentralgewalt des Kaisers zerfiel. Für die 100 Jahre der zweiten Hälfte des 19. und der ersten Hälfte des 20. Jahrhunderts wird die Zahl der Hungertoten auf 100 Millionen geschätzt. Die Zahl ist aber wegen nicht existierender Bevölkerungsstatistiken sehr unsicher. Die vielleicht größte, aber auch letzte Hungersnot in China gab es während des Großen Sprungs nach vorn in den Jahren 1959 bis 1961.

## Geschichte

### Hungersnöte im alten China
In China waren Hungersnöte ein jahrtausendealtes, ständiges Problem. Von der Shang- und Tang-Dynastie (16.–11. Jahrhundert v. Chr.) bis zur Gründung des neuen China beschrieben die Chronisten die regelmäßig immer wieder auftretenden Katastrophen. Aufgrund der Lage Chinas gab und gibt es immer wieder Gebiete, in denen der Regen ausbleibt. Besonders im Nordwesten Chinas gab es immer wieder Hungersnöte während Zentralchina klimatisch deutlich stabiler ist.
In den 2000 Jahren von 108 v. Chr. bis 1911 werden in der chinesischen Geschichtsschreibung 1828 Hungersnöte aufgelistet. Für die Zeit von 1470 bis 1990 werden 40 Jahre mit schweren Überschwemmungen und 134 Jahre mit schweren Dürren gezählt.
Aufgabe der Kaiser Chinas war es, Hungergebiete, die sich selbst nicht mehr weiterhelfen konnten, zu unterstützen, notfalls auch Lebensmittel aus anderen Gebieten herzutransportieren und zu verteilen. Das Ansehen eines Kaisers hing davon ab, wie ihm dies gelang. Nationale Hungerkatastrophen traten auf, wenn die Dürregebiete zu groß wurden, besonders wenn gleichzeitig größere Gebiete von über die Ufer tretenden Flüssen überschwemmt wurden und dadurch zusätzlich Ernteausfälle auftraten oder wenn die Zentralregierung ihrer Aufgabe nicht ausreichend nachkam. Konnte ein Kaiser Hungersnöte nicht verhindern, verlor er an Ansehen und Legitimation. Es hieß, dass er das Mandat des Himmels verloren habe.

### Bevölkerungswachstum
Bis Mitte des 17. Jahrhunderts war die Bevölkerungszahl Chinas mit etwas über 100 Millionen recht konstant, dies war ein Viertel der Weltbevölkerung. Im 18. Jahrhundert gab es dann eine starke Bevölkerungszunahme. Lebten im Jahr 1750 ca. 200 Millionen Menschen in China, waren es um 1850 schon ca. 400 Millionen. Kamen um 1750 auf den Kopf der Bevölkerung ca. 26 Ar Land, waren es um 1850 lediglich noch 12 Ar. Aufgrund der geringen Anbaufläche pro Einwohner wurde die Ernährung der Bevölkerung zu einem ständigen Kampf. Weite Teile der Bevölkerung lebten bereits in guten Zeiten unterhalb des Existenzminimums. Sobald eine Ernte einmal nicht gut war, änderte sich die Ernährungslage der Bevölkerung von „gerade noch ausreichend“ zu „Hungersnot“.
Viele Menschen, die nicht mehr ernährt werden konnten, wanderten in klimatisch ungünstigere Gebiete aus. Im 18. Jahrhundert wanderten sie trotz Einwanderungsverbots in die Mandschurei oder sie besiedelten die großen Flussläufe aufwärts. Die süd- und südwestlichen Provinzen wurden bis auf die Hügelkämme hinauf hanchinesisch besiedelt. In diesem Prozess ging der zuvor noch bedeutende Waldbestand fast völlig verloren. Die Übernutzung und die Abholzung führten zu schweren ökologischen Schäden und China wurde das Land mit der massivsten Bodenerosion und den gewaltigsten Überschwemmungen der modernen Epoche. Darüber hinaus wurde eine weitere Ausdehnung der Ackerfläche bei weiterem Anwachsen der Bevölkerung immer schwieriger. Im 19. Jahrhundert verschärfte sich der Bevölkerungsdruck weiter. Wanderungswellen reichten bis nach Tibet und Xinjiang.
| Einwohnerzahl Chinas in Millionen | Einwohnerzahl Chinas in Millionen | Einwohnerzahl Chinas in Millionen | Einwohnerzahl Chinas in Millionen | Einwohnerzahl Chinas in Millionen | Einwohnerzahl Chinas in Millionen | Einwohnerzahl Chinas in Millionen | Einwohnerzahl Chinas in Millionen |
| 0500                              | 1000                              | 1500                              | 1600                              | 1700                              | 1800                              | 1900                              | 2000                              |
| --------------------------------- | --------------------------------- | --------------------------------- | --------------------------------- | --------------------------------- | --------------------------------- | --------------------------------- | --------------------------------- |
| 60                                | 80                                | 110                               | 110                               | 140                               | 300                               | 500                               | 1300                              |

### Die Zeit von 1740 bis 1820
Die Zeit der Qing-Dynastie von 1740 bis 1820 gilt als „das goldene Zeitalter der Vermeidung von Hungersnöten“. Der Staat unternahm zu dieser Zeit, sowohl auf der Ebene der Zentralregierung wie auch auf den Ebenen der Provinzregierungen und der Stadt- und Gemeindeebene, große Anstrengungen, die Folgen von Dürren und Überschwemmungen abzumildern.
Bereits die Kaiser der früheren Zeit setzten in Gegenden mit großen Ernteausfällen die Steuer auf die Ernteerträge aus und es wurden Getreidespeicher für die Vorräte für schlechte Jahre errichtet. Unter den Qing-Kaisern wurde das System der Getreidespeicher weiter ausgebaut. Jede Provinz wurde zur Vorratshaltung von Getreide verpflichtet. Im Falle von Ernteausfällen wurden in den betroffenen Gebieten zuerst die Steuern gestrichen und die lokalen Getreidevorräte der Provinz verteilt. In klimatisch problematischen Gebieten war der für Ernteausfälle vorgehaltene Getreidevorrat bis zu 8 % einer jährlichen Ernte. Sollte dies nicht ausreichen, war der Staat gefordert, aus anderen Landesteilen Getreide aufzukaufen, in die Hungersgebiete zu transportieren und dort zu verteilen. Um Spekulationen mit Getreide zu vermeiden, wurde der Getreidepreis vom Staat festgelegt. Die von der Zentrale verteilten Getreidemengen konnten die von der lokalen Regierung weit übersteigen. Bei der Hungersnot von Zhili (1743/44) waren die Getreidelieferungen der Zentralregierung das 7,5-fache der lokalen Vorräte. Es gelang der damaligen Regierung, zwei Millionen Menschen acht Monate lang durch weit hergebrachtes Getreide zu ernähren.
Darüber hinaus gab es noch weitere Maßnahmen zur Linderung von Hungersnöten. So konnte der Staat Getreidetransporte von dritter Seite unterstützen, es konnten „Suppenküchen“ eingerichtet werden und Projekte für Arbeitsbeschaffung konnten aufgelegt werden, um Abwanderung aus den betroffenen Gebieten zu verhindern.
Dieses System verlangte starken Einfluss der Zentralregierung in ganz China. Es musste kontrolliert werden, dass jede Provinz ihren eigenen Aufgaben in der Getreidespeicherung nachkam, es mussten die Verkehrswege, besonders der Kaiserkanal als Hauptverkehrsader, funktionsfähig gehalten werden und die Zentralregierung musste rechtzeitig erkennen, wie sich die Getreideernte in den verschiedenen Landesteilen entwickelte. Die Ausgaben der Zentralregierung für dieses System waren beträchtlich. Die Regierung in Peking gab 7 Prozent des Haushalts für die Vermeidung von Hungersnöten aus.

### Das 19. Jahrhundert
Hungersnöte sind zwar ein fester Bestandteil der chinesischen Geschichte, aber während des 19. Jahrhunderts verschlechterte sich die Situation durch die Auflösung der Staatsgewalt, durch Kriege und Aufstände.
In der Qing-Dynastie gab es eine eigene Bürokratie, die sich der Vermeidung von Hungersnöten widmete. Wesentliche Aufgaben waren das Anlegen von Vorräten, Erhaltung der Transportwege (z. B. den Kaiserkanal), die Sicherung der Deiche, Transport und Verteilung der Lebensmittelvorräte und Durchsetzung der festgelegten Preise. Durch die Auflösung der Zentralgewalt in der zweiten Hälfte des 19. Jahrhunderts konnte der Staat diesen Aufgaben immer weniger gerecht werden. Die Deiche wurden ungenügend gewartet und der Kaiserkanal versandete. 1855 trat der Gelbe Fluss über die Ufer und verlagerte sein Flussbett. Die Mündung kehrte von der Provinz Juansu nach Schantung zurück, wo sie bereits bis 1128 war. Der Gelbe Fluss floss nun unbefestigt durch West-Schantung, was die Katastrophenanfälligkeit Nordchinas erhöhte. Die Menschen lebten in ständiger Angst vor der Zerstörung ihrer Ernten durch Überschwemmungen. Die allgemeine Armut wuchs durch den Verlust von Absatzmärkten für heimische Produkte, vor allem Baumwollgarn, infolge des Eindringens westlicher Produkte nach China. Die gegen die europäischen Eindringlinge verlorenen Kriege und die aus der Verarmung der Bevölkerung folgenden Aufstände (z. B. Taiping-Aufstand) führten zu einer mangelnden Durchsetzungs- und Kontrollfähigkeit des Staates. Bandentum und Überfälle durch Räuber breiteten sich in etlichen Provinzen aus und durch die Versandung des Großen Kanals wurde der Lebensmitteltransport aus Zentralchina in den Norden deutlich teurer. Die Hungersnot von 1867 bis 1868 konnte von der Regierung noch abgemildert werden, aber die Hungersnot von 1877 bis 1879 im Norden Chinas war eine Katastrophe mit über zehn Millionen Toten. Auch der Boxeraufstand im Jahr 1900 wurde durch eine Hungersnot von 1898 bis 1900 und der Sturz der Monarchie durch die Dürre von 1906 und die Überschwemmung von 1911, als der Jangtse über die Ufer trat, mit ausgelöst.

### China nach der Kaiserzeit
Von 1911 bis 1949 gab es keine Zentralgewalt mehr, sondern nur noch Kriegsparteien und Warlords. Es gab keine staatliche Unterstützung der Bevölkerung gegen Umweltkatastrophen mehr, sondern Zerstörung und Ausplünderung durch die verschiedensten Armeen bei gleichzeitigem weiteren Bevölkerungswachstum und geringen Ackerflächen. Es war nicht nur eine Zeit des Krieges, sondern auch eine Zeit der um sich greifenden großen Hungersnöte.
Thomas Heberer beschreibt die Misere der damaligen Zeit an dem folgenden Beispiel von Sichuan in den 1930er Jahren:

„In den 1930er Jahren brach in Sichuan, der bevölkerungsreichsten Provinz, eine Cholera-Epidemie aus. Ein französischer Arzt, der damals in der Hauptstadt dieser Provinz tätig war, legte dem Militärgouverneur von Sichuan einen Vorschlag zur Eindämmung der Epidemie vor. Dieser lehnte den Hilfsplan jedoch ab und entgegnete auf die verwunderte Frage des Arztes nach den Gründen: ‚Wissen Sie, dass Sichuan das fruchtbarste Gebiet des ganzen Reiches ist? Nicht ein Zoll ist ungenutzt, die Bauern haben zwei Ernten im Jahr und legen ihre Reisfelder bis zum Gipfel der Hügel an; wenn das Wasser fällt, pflanzen sie ihr Gemüse in das Flussbett, um die Möglichkeit einer weiteren Ernte zu versuchen. Jedoch reichen selbst in guten Erntejahren der Reis, das Korn, das Gemüse nicht aus, um das Volk zu ernähren, das sich jedes Jahr in ungeheuren Ausmaßen vermehrt. Die Bevölkerung ist zu dicht, die Hungersnot unvermeidlich; ich werde die Maßnahmen, die Sie so liebenswürdig waren, mir auseinanderzusetzen, nicht anwenden, aus dem einzigen Grund, weil sie 100.000 oder 200.000 Menschenleben retten würden… Wenn die Cholera sich ausbreitet, wird sie die unumgänglichen Lücken in der übervölkerten Provinz schaffen und dadurch den Überlebenden die Möglichkeit geben, zu essen und zu leben.‘ An diesem Beispiel wird das Dilemma der Bevölkerungsexplosion deutlich: Katastrophen und Kriege, Seuchen und Hungersnot, Dürren und Überschwemmungen galten als ‚natürliche Reinigung‘ der Bevölkerung.“

China, mit mehr als 20 Prozent der Weltbevölkerung aber nur 7 Prozent der Ackerfläche der Erde, schaffte es nicht mehr, mit den damaligen Möglichkeiten die Bevölkerung zu ernähren.
Die Situation der Menschen in der damaligen Zeit beschreibt Heberer durch ein Zitat zweier amerikanischer Journalisten aus den 1940er Jahren:

„Sie leben in solch unbeschreiblicher Armut, dass ein amerikanischer Leser, würde man diese alltägliche Armut zu Papier bringen, den gedruckten Zeilen nicht glauben würde. In China stirbt die Hälfte aller Menschen vor Erreichung des 30. Lebensjahres. Hunger, Demütigung und Gewalt kennzeichnen den gesamten Kontinent. Leichen auf den Straßen sind alltäglich. In Shanghai ist das morgendliche Einsammeln von Kinderarbeiterleichen vor Fabriktoren zur Routine geworden.
Schlagen, Auspeitschen, Folter und Erniedrigung der Landbewohner durch Beamte und Gendarmen ist Teil der Regierungsauthorität in den asiatischen Ländern. Diese Menschen leben von dem, was sie dem ausgelaugten Boden abringen können. Haben sie das Wetter gegen sich, kann sie nichts vor dem Verhungern retten.“

Die letzte große Hungersnot vor der Gründung der Volksrepublik China war 1943 in Henan mit geschätzten 5 Millionen Toten. Es folgten 1946 bis 1948 kleinere Hungersnöte.
Nach der Gründung der Volksrepublik China gab es ein Jahrzehnt deutlicher Besserung, aber von 1959 bis 1961 gab es eine Hungersnot während der Kampagne des Großen Sprungs nach vorn. Die Hungerkatastrophe war eine der schlimmsten, aber auch die letzte Hungersnot in China. Im Jahr 1981 wurden noch einmal die Nahrungsmittel knapp, eine Hungersnot konnte aber vermieden werden. Heute ist in China der Hunger, trotz weiterhin auftretender Dürren, kein akutes Problem mehr.

## Große Hungersnöte von 1900 bis 1950
Es ist schwer möglich, die größten Hungersnöte des letzten Jahrhunderts exakt aufzulisten. Es waren sehr viele, und die Angaben über die Opferzahlen gehen weit auseinander. Ohne genaue Analyse, welche Angaben die Realität am besten treffen, werden im Folgenden beispielhaft drei unterschiedliche Auflistungen von Hungersnöten des letzten Jahrhunderts durch offizielle Organisationen angegeben. Sie stammen von der NOAA (National Oceanic and Atmospheric Administration, USA), von Stephen Devereux, Universität von Sussex, und von der Reuters Foundation.
| Opferangaben von NOAA |                        |
| 1907                  | über 24 Millionen Tote |
| 1928–1930             | über 3 Millionen Tote  |
| 1936                  | 5 Millionen Tote       |
| 1941–1942             | über 3 Millionen Tote  |

| Opferangaben von Stephen Devereux |                    |
| 1920–1921                         | 500 Tausend Tote   |
| 1927                              | 3–6 Millionen Tote |
| 1929                              | 2 Millionen Tote   |
| 1943                              | 5 Millionen Tote   |

| Opferangaben der Reuters Foundation |                    |
| 1927                                | 3–6 Millionen Tote |
| 1929                                | 2 Millionen Tote   |
| 1943                                | 5 Millionen Tote   |

Offensichtlich weichen die Angaben voneinander ab. Es ist verwunderlich, dass die beiden großen Hungersnöte von 1907 und 1936 in Auflistungen häufig fehlen. Sie zählen zu den großen Hungersnöten des letzten Jahrhunderts. Die Angabe von 24 Millionen Toten in der Hungersnot 1907 erscheint verdächtig hoch, sie wird jedoch in der Regel bei dieser Hungersnot verwendet. Ein Problem ist, dass bis in die 1960er Jahre keine Statistiken, allenfalls grobe Schätzungen über die Bevölkerungsanzahl existieren. Auf jeden Fall ging dem Sturz des Kaisers im Jahr 1911 eine große Hungersnot voraus.

### Hungersnöte der 1920er Jahre
Zwar herrschte in den 1920er und 1930er Jahren in China offiziell der Marschall Chiang Kai-shek von der Kuomintang, doch es hörten kaum je mehr als fünf Provinzen im Süden und Osten des Landes widerspruchslos auf sein Kommando. In den übrigen Gebieten, vor allem im Norden, herrschten mächtige Warlords. Dazu kamen Hunderte lokaler Unterkommandeure, die eigene Machtbereiche kontrollierten.
Obwohl das ländliche China überwiegend bitterarm war, pressten die Kriegsfürsten hohe Steuern aus ihren Untertanen heraus. Es bildete sich eine neue reiche Schicht neben bitterer Armut. Dürren, Überschwemmungen oder Bürgerkriegsverheerungen führten zu Hungersnöten, die etwa Ende der 1920er Jahre im Norden Millionen Opfer forderten. Der Amerikaner Edgar Snow, späterer Mao-Biograph, der 1929 durch Nordchina reiste, berichtete über den großen Hunger:

„Soweit das Auge reichte, nur versteinerte tote Erde, die wenigen Bäume grau, ohne Blätter, unter ihnen lagen sterbende Menschen. Die Bauern krochen mit aufgeschwollenen Leibern in die Städte und starben auf den Straßen. Skelette, die sich selbst kaum noch bewegen konnten, stapelten die Leichen zu Haufen. Auf Ochsenwagen wurden abgemagerte junge Mädchen, Kinder oft noch, zu Bordellen gekarrt, wo sie drei oder fünf Mark, selten mehr einbrachten. Auf den Märkten gab es Menschenfleisch.“

Heute werden 2 Millionen verhungerte Menschen geschätzt und der Hauptgrund für die Katastrophe war nur zum kleinen Teil das Wetter. Dürren gab es in China immer. Im alten China wäre ein starker Kaiser für den Erhalt der Verkehrswege (z. B. den Kaiserkanal als Hauptverkehrsader) und für das Heranschaffen von Lebensmitteln aus dem fruchtbaren Zentralchina in die Hungergebiete zuständig gewesen. Das Ansehen des Kaisers hätte auf dem Spiel gestanden. Im Jahr 1929 gab es jedoch keine starke Zentralgewalt, es gab nur lokale Kriegsfürsten, und für die Hungernden gab es keine Hilfe. Es war die gleiche Situation wie bei den Hungersnöten im Nordwesten 1927 und 1920–1921.

### Die Hungersnot von 1943/44 in Henan
Die Hungersnot von Henan war eine der großen Hungersnöte des letzten Jahrhunderts. Es werden drei bis fünf Millionen Tote geschätzt. Die Hungersnot wurde vom amerikanischen Reporter Theodore H. White als Augenzeugen beschrieben.
In den Jahren 1940 und 1941 war die Ernte schlecht und die Nahrungsreserven wurden aufgebraucht. Im Winter und im Frühling des Jahres fiel fast kein Regen und es konnte fast kein Getreide geerntet werden. Die Regierung reagierte darauf zunächst gar nicht und versuchte die normale Menge an Getreide als Steuer einzutreiben, so dass vielen Bauern gar nichts mehr übrigblieb. Auf diese Weise trieb die Regierung die Provinz in eine komplette Katastrophe. Die Menschen verhungerten beim Betteln auf den Straßen.
Theodore H. White beschrieb das weitere Vorgehen der Regierung folgendermaßen:

„Die chinesische Regierung sah das Heraufziehen der Hungersnot nicht und als die Hungersnot ausbrach, handelte sie erst, als es zu spät war. Im Oktober 1942 erreichten Berichte die Regierung in Chongqing. Im November besuchten zwei Regierungsinspektoren Henan. Bei ihrer Rückkehr meldeten sie, dass die Lage in Henan katastrophal wäre und dass sofort etwas getan werden müsse. Die Regierung schickte 200 Millionen chinesische Dollar als Hilfe und sandte einen Bevollmächtigten. Es zeigte sich jedoch, dass das Geld die Not nicht lindern konnte, es wurde Getreide gebraucht. Es war jedoch hoffnungslos zu versuchen, die benötigte Getreidemenge über die beschädigten Straßen aus Zentralchina heranzuschaffen. Gegenüber der Provinz Henan lag die Provinz Shensi, deren Getreidespeicher gut gefüllt waren. Eine kraftvolle Regierung hätte befohlen, Getreide von Shaanxi nach Henan zu bringen, um das Schlimmste zu vermeiden. Aber die Zentralregierung wollte die Provinz Shaanxi nicht gegen sich aufbringen. Getreide hätte man auch aus der Provinz Hubei herbeischaffen können, aber der Kommandeur von Hubei verbot es.“

Auch das Beispiel der Hungersnot in Henan zeigt, wie aus einer lokalen Dürreperiode sich durch das Versagen der Zentralregierung, den Egoismen anderer Provinzen, dem Verfall der Transportwege (Straßen, Kaiserkanal) und dem Verfall der Staatsgewalt durch Krieg eine schreckliche Hungerkatastrophe entwickelte.

## Die Hungersnot von 1959 bis 1961
In der Hungerkatastrophe 1959 bis 1961 wird die Anzahl der Toten auf zehn bis über 40 Millionen Menschen geschätzt. Die Zahlen sind sehr unsicher, da es in den 1950er Jahren noch keine exakte Volkszählung, sondern nur Schätzungen gab, in die politische Vorgaben mit einflossen. Die im Jahr 1953 bei der Schätzung festgestellte Bevölkerungsgröße von 595 Millionen lag um 100 Millionen über dem zuvor angenommenen Wert. Es ist also nicht exakt festzustellen, wie viele Menschen nach der Hungersnot wirklich „fehlten“.
Bis vor 50 Jahren gab es in China immer Gegenden, in denen der Hunger herrschte. Die folgende Tabelle zeigt von Hungersnöten betroffene Menschen in den 1950er und 1960er Jahren. Bereits vor der Hungerskatastrophe von 1959 bis 1961 waren jährlich 20 bis 40 Millionen Menschen vom Hunger betroffen.
| Von Hungersnöten betroffene Menschen in Millionen | Von Hungersnöten betroffene Menschen in Millionen | Von Hungersnöten betroffene Menschen in Millionen | Von Hungersnöten betroffene Menschen in Millionen | Von Hungersnöten betroffene Menschen in Millionen | Von Hungersnöten betroffene Menschen in Millionen | Von Hungersnöten betroffene Menschen in Millionen | Von Hungersnöten betroffene Menschen in Millionen |
| 1954                                              | 1956                                              | 1957                                              | 1958                                              | 1959                                              | 1960                                              | 1961                                              | 1963                                              |
| ------------------------------------------------- | ------------------------------------------------- | ------------------------------------------------- | ------------------------------------------------- | ------------------------------------------------- | ------------------------------------------------- | ------------------------------------------------- | ------------------------------------------------- |
| 24,4                                              | 20,1                                              | 41,3                                              | 19,8                                              | 97,7                                              | 129,8                                             | 218,1                                             | 70,8                                              |

Die folgende Tabelle zeigt die Getreideproduktion von 1953 bis 1966. Bemerkenswert ist, dass die Ernte im Jahr 1962, als die Hungersnot im Wesentlichen vorbei war, sich von den Ernten der schlimmsten Hungerjahre 1960 und 1961 kaum unterschied. Auch ist sie höher als im ersten Hungerjahr 1959. Da die Versorgung der Bevölkerung für ein Jahr immer auch von der Ernte des Vorjahres abhängt und in China aufgrund des unsicheren Wetters große Lebensmittelvorräte üblich waren, ist die Hungersnot von 1959 und 1960 durch die Ernteerträge dieser Jahre allein nicht zu begründen. Unter Deng Xiaoping wurde die Sprachregelung festgelegt: „Die Hungersnot war zu einem Drittel wetterbedingt und zu zwei Dritteln politikbedingt.“ Die Rekorderträge von 1955 bis 1958 verleiteten zur Vernachlässigung der Vorsichtsmaßnahmen.
| Getreideversorgung in China von 1953 bis 1966 in Kilogramm pro Person | Getreideversorgung in China von 1953 bis 1966 in Kilogramm pro Person | Getreideversorgung in China von 1953 bis 1966 in Kilogramm pro Person | Getreideversorgung in China von 1953 bis 1966 in Kilogramm pro Person | Getreideversorgung in China von 1953 bis 1966 in Kilogramm pro Person | Getreideversorgung in China von 1953 bis 1966 in Kilogramm pro Person | Getreideversorgung in China von 1953 bis 1966 in Kilogramm pro Person |
| 1953                                                                  | 1954                                                                  | 1955                                                                  | 1956                                                                  | 1957                                                                  | 1958                                                                  | 1959                                                                  |
| --------------------------------------------------------------------- | --------------------------------------------------------------------- | --------------------------------------------------------------------- | --------------------------------------------------------------------- | --------------------------------------------------------------------- | --------------------------------------------------------------------- | --------------------------------------------------------------------- |
| 191                                                                   | 189                                                                   | 199                                                                   | 205                                                                   | 203                                                                   | 203                                                                   | 171                                                                   |

| 1960 | 1961 | 1962 | 1963 | 1964 | 1965 | 1966 |
| ---- | ---- | ---- | ---- | ---- | ---- | ---- |
| 148  | 152  | 160  | 164  | 179  | 181  | 195  |

## Flutkatastrophen
Neben den Dürren gab es in China immer wieder große Zerstörungen durch Flutkatastrophen mit anschließenden Hungersnöten. Ein Problem ist, dass die großen Flüsse, die sehr wasserreich aus Tibet im chinesischen Flachland ankommen, über lange Strecken kaum mehr Strömung besitzen. Der Drei-Schluchten-Staudamm ist über 1500 km vom Meer entfernt, der Yangtse ist hinter dem Drei-Schluchten-Staudamm aber nur noch ungefähr 70 m über dem Meeresspiegel. Der Gelbe Fluss hat durch starke Sedimentablagerungen ein Flussbett, das höher als die Umgebung liegt. Bei Deichbrüchen ergießt sich das gesamte Wasser in das niedriger gelegene Umland.
In den 1930er Jahren gab es ständig Überschwemmungen durch den Gelben Fluss. Die Schlimmsten in den Jahren 1931, 1935 und 1938. Die Überschwemmung von 1938 wurde durch Sprengung der Deiche durch die Kuomintang-Armee unter Chiang Kai-shek vorsätzlich herbeigeführt.
Die schlimmsten Überschwemmungen mit anschließender Hungersnot gab es im Jahr 1931, direkt anschließend zur großen Dürre von 1928 bis 1930. Im Jahr 1931 traten alle drei großen Flüsse Chinas, der Gelbe Fluss, der Yangtse und der Huai-He-Fluss nach lang anhaltenden Regenfällen über die Ufer, und es wurden ungefähr 90.000 km² Land überschwemmt. Es wird geschätzt, dass etwa 150.000 Menschen ertranken, durch die anschließende Hungersnot und die Seuchen jedoch über 3,5 Millionen Menschen starben.
Noch in den 1990er Jahren gab es etliche Überschwemmungen mit jeweils über 100 Millionen betroffenen Menschen. Die Zahl der Todesopfer betrug bis zu fünftausend. Anschließende Hungersnöte und Seuchen fanden aber nicht mehr statt.

## Neuere Entwicklungen
Seit Gründung der Volksrepublik China hat sich die Bevölkerungszahl mehr als zweieinhalbfacht, was die Ernährung der Bevölkerung trotz aller Verbesserungen zu einem ständigen Problem werden ließ. Bis in die 1950er Jahre konnte die Bevölkerung noch mit den landwirtschaftlichen Ertragsflächen in der Ebene ernährt werden. Seit den 1960er Jahren wurde verstärkt Ödland und Schräglagen erschlossen, Hänge wurde terrassiert. Immer mehr Bergwiesen wurden zu Ackerflächen verwandelt, mit der stetigen Gefahr der Bodenerosion. Chinesische Wissenschaftler verweisen auf die neuen Möglichkeiten durch die industrielle Unterstützung der Landwirtschaft, die Situation bleibt aber angespannt.
Zunächst wird die Versorgung der Bevölkerung mit Getreide in den ersten vier Jahrzehnten der Existenz der Volksrepublik China dargestellt. Man erkennt, dass sich die Pro-Kopf-Produktion von den 1950er Jahren bis in die 1970er Jahre nur wenig erhöht hat. Dies bedeutete, in den 1970er Jahren gab es zwar keine größeren Hungersnöte, es gab aber noch verbreiteten Hunger. Das Jahr 1979 war ein gutes Erntejahr, 1978 war ein schlechtes. Man sieht, die chinaweiten Ernteerträge schwanken erheblich.
| Getreideversorgung in China von 1953 bis 1988 in Kilogramm pro Person | Getreideversorgung in China von 1953 bis 1988 in Kilogramm pro Person | Getreideversorgung in China von 1953 bis 1988 in Kilogramm pro Person | Getreideversorgung in China von 1953 bis 1988 in Kilogramm pro Person | Getreideversorgung in China von 1953 bis 1988 in Kilogramm pro Person | Getreideversorgung in China von 1953 bis 1988 in Kilogramm pro Person |
| 1953                                                                  | 1957                                                                  | 1961                                                                  | 1962                                                                  | 1970                                                                  | 1978                                                                  |
| --------------------------------------------------------------------- | --------------------------------------------------------------------- | --------------------------------------------------------------------- | --------------------------------------------------------------------- | --------------------------------------------------------------------- | --------------------------------------------------------------------- |
| 191                                                                   | 203                                                                   | 153                                                                   | 165                                                                   | 187                                                                   | 195                                                                   |

| 1979 | 1980 | 1985 | 1986 | 1987 | 1988 |
| ---- | ---- | ---- | ---- | ---- | ---- |
| 259  | 214  | 254  | 256  | 251  | 249  |

Das Jahr 1957 war ein gutes Erntejahr mit einer Ernte von 203 kg pro Kopf der Bevölkerung. Das Jahr 1961 war das schlimmste Jahr der Hungerkatastrophe von 1959 bis 1961 mit 153 kg pro Einwohner. Interessanterweise hat sich die Ernte im Jahr 1962, obwohl die Hungersnot im Wesentlichen vorbei war, nur auf 165 kg pro Einwohner erhöht. Ab Ende der 1980er Jahre hat sich die Produktion auf 250 kg Getreide pro Kopf erhöht und ein starker Staat übernimmt die Versorgung der von Dürren heimgesuchten Gebiete. Es können Ernteausfälle verkraftet werden, ohne dass Hungersnöte daraus entstehen müssen. Die schlimmsten Dürren und Überschwemmungen der jüngeren chinesischen Geschichte geschahen in den 1990er Jahren und auch im Jahr 2010 gab es eine große Dürre, ohne dass dies größeren Einfluss auf die Ernährung der Bevölkerung gehabt hätte.

## Ausblicke
China kann zurzeit seine Bevölkerung nur mit Hilfe von Importen ernähren (2022 12 Mio. t Weizen), aber es hat die Aufgabe, mit 7 % der Ackerfläche der Erde 22 % der Weltbevölkerung ernähren zu müssen, und die Einwohnerzahl steigt weiter. Eine Steigerung der Getreideproduktion über das jetzige Maß hinaus ist aufgrund begrenzter Boden- und Wasserressourcen schwierig. Zur Sicherstellung einer ausreichenden Versorgung mit Nahrungsmitteln sind laut dem „Wissenschaftlichen Beirat der Bundesregierung globale Umweltfragen“ (WBGU) weltweit durchschnittlich eine Fläche 0,16 ha je Einwohner nötig. In China sind jedoch nur 0,08 ha/EW und im übrigen Asien 0,15 ha/EW vorhanden. In Europa werden durch optimierten Anbau nur 0,11–0,12 ha/EW benötigt. Vorhanden sind hier jedoch 0,25 ha/EW. Für die chinesische Gesellschaft wie auch für die Regierung ist deshalb nach wie vor die Sicherung der Nahrungsproduktion ein Thema der höchsten Priorität, zumal Bodenerosion und Wüstenbildung immer noch das ohnehin schon knappe Ackerland bedrohen. Um ein Ausbreiten der Wüste zu stoppen, entsteht zurzeit im Nordwesten von Peking eines der größten Umweltprojekte weltweit, die Grüne Mauer. Um die Ernährung der Bevölkerung für die Zukunft zu sichern, versucht China derzeit größere Ländereien in anderen Ländern langfristig zu erwerben.